# Saul szamali király
Saul (arámi nyelven Šaʾil vagy Šaʾul) az anatóliai Szamal uralkodója volt az i. e. 9. század közepén. Egyetlen adat utal uralkodására, Kilamuva-sztéléje, amely szerint Kilamuva az apját és bátyját követi, azaz Hajja és a saját uralkodása közé helyezi Sault.
A szöveg csak annyit árul el Saulról, hogy Kilamuva bátyja volt, de elképzelhető, hogy csak apai féltestvére. Hangsúlyos ugyanis, hogy az „atyám, Hajja” és a „bátyám, Saul” kifejezések után Kilamuva az anyjára hivatkozik: „... de én, Tammat fia”. Ez a szerkezet utalhat arra is, hogy Tammat szerepe nagy volt az uralkodócsaládon belül, de arra is, hogy Kilamuva az anyja említésével határolódik el bátyjától.
Saul a sztélé alapján „nem ért el semmit” uralkodása alatt. Ez feltehetően a Danunával szemben fennálló vazallusi viszonyra vonatkozik, mivel Kilamuva a függetlenség kivívását tartja a saját legnagyobb eredményének, és a sztélé szerint korábban „hatalma volt felettem a danuniak királyának”. Ez az említett uralkodó valószínűleg Azittavadda volt.
Ezen kívül Saul uralkodásáról semmilyen információval nem rendelkezünk. Sault egyetlen egykorú állam ismert forrásai sem említik.